# پالفاو
پالفاو (به آلمانی: Palfau) یک منطقهٔ مسکونی در اتریش است که در اشتایرمارک واقع شده‌است. پالفاو ۵۸٫۰۷ کیلومتر مربع مساحت دارد ۵۱۲ متر بالاتر از سطح دریا واقع شده‌است.